# Rehderodendron macrocarpum
Rehderodendron macrocarpum är en storaxväxtart som beskrevs av Hu Hsien-Hsu. Rehderodendron macrocarpum ingår i släktet Rehderodendron och familjen storaxväxter. Inga underarter finns listade i Catalogue of Life.

## Bildgalleri

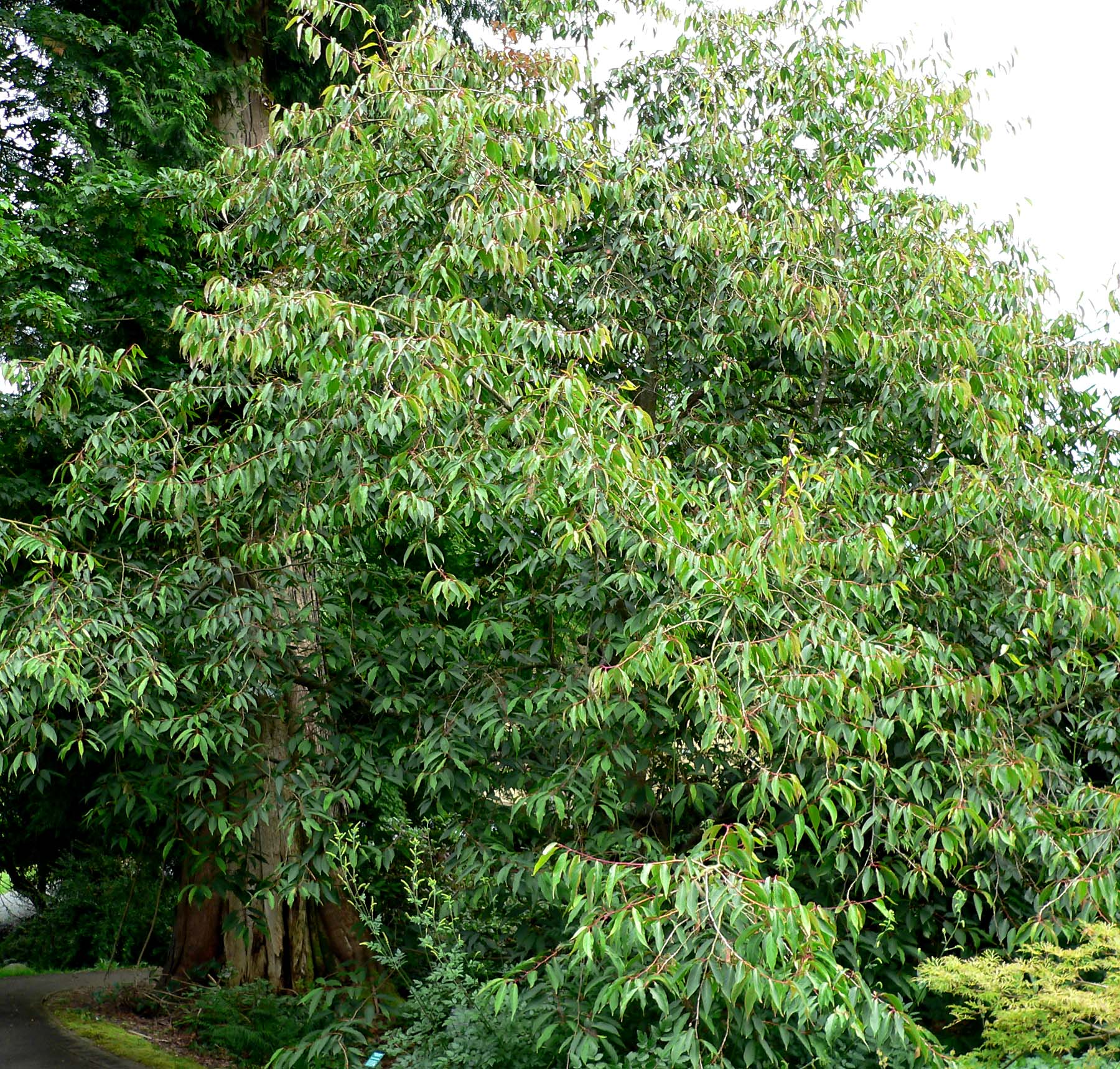
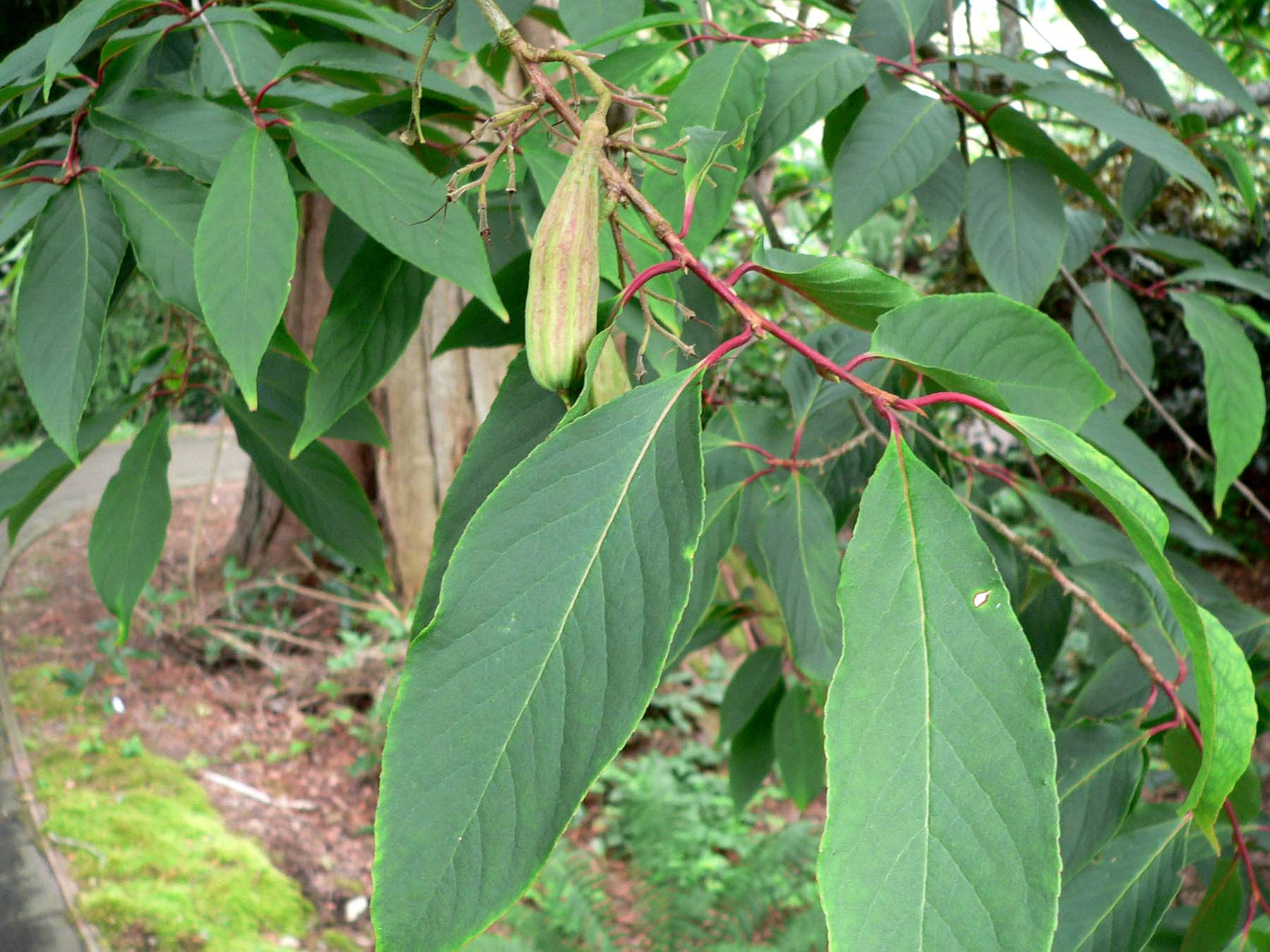